# Rosemary Clooney
Rosemary Clooney (Maysville, 23 de mayo de 1928-Beverly Hills, 29 de junio de 2002) fue una cantante estadounidense de música ligera. También fue actriz de Hollywood, interviniendo como protagonista femenina en películas famosas, como el caso de White Christmas.

## Biografía
Era hija de Andrew y Frances Clooney y creció en Maysville, Kentucky, donde ella y su hermana Betty Clooney solían cantar en las campañas electorales para la alcaldía de su abuelo, que ganó tres veces. Debutó como cantante en la emisora de radio WLW de Cincinnati en 1941, a los 13 años. En la WLW trabajó con el director de orquesta Barney Rapp, que también había trabajado con Doris Day y Andy Williams en la misma emisora. Asistió a la escuela secundaria en Our Lady of Mercy en Cincinnati. En 1946 actuó con su hermana en Atlantic City, Nueva Jersey, en el Steel Pier con la banda de Tony Pastor. En 1949 se lanzó en solitario y más tarde apareció en Navidades blancas (1954), coprotagonizada por Bing Crosby y Danny Kaye. Su primer gran éxito fue "Come On A My House" en 1951. Se casó con José Ferrer en 1953 y tuvieron cinco hijos entre 1955 y 1960 (Miguel, María, Gabriel, Monsita y Rafael). Su matrimonio con Ferrer fue tempestuoso y sufrió una crisis nerviosa en 1968, pero retomó su carrera en 1976. Su vida fue dramatizada en una película para televisión de 1982 protagonizada por Sondra Locke, que en realidad era sólo 16 años menor que Rosemary pero mentía constantemente sobre su edad.
Su hijo Gabriel está casado con la cantante Debby Boone, hija del cantante de pop de los años 50 Pat Boone. Su hermano, Nick Clooney, fue presentador de noticias de la ABC en Cincinnati, y su sobrino George Clooney se ha convertido en una de las mayores estrellas de cine del siglo XXI. Se unió a la campaña presidencial de su amigo íntimo el senador Robert F. Kennedy y  estaba en el Hotel Ambassdor de Los Ángeles con Roosevelt Grier cuando Robert F. Kennedy fue asesinado el 5 de junio de 1968 después de haber participado en su mitin de campaña. Un mes después, tuvo un colapso nervioso en un escenario en Reno, Nevada, siendo hospitalizada. Permaneció en tratamiento psicoanalítico durante 8 años siendo dada de alta.
Entre sus principales éxitos figuran "Hey There" en 1954, "Tenderly", "This Ole House" y "Half As Much" en 1952.
Apareció en el capítulo navideño n°12 de la 1.ª temporada de la serie ER, donde trabajó su sobrino George Clooney, representando a una paciente con Alzheimer que vaga por la sala de urgencia cantando A merry little Christmas.

## Fallecimiento
Rosemary Clooney falleció el 29 de junio del 2002 luego de perder la lucha contra el cáncer de pulmón que padecía.

## Trayectoria

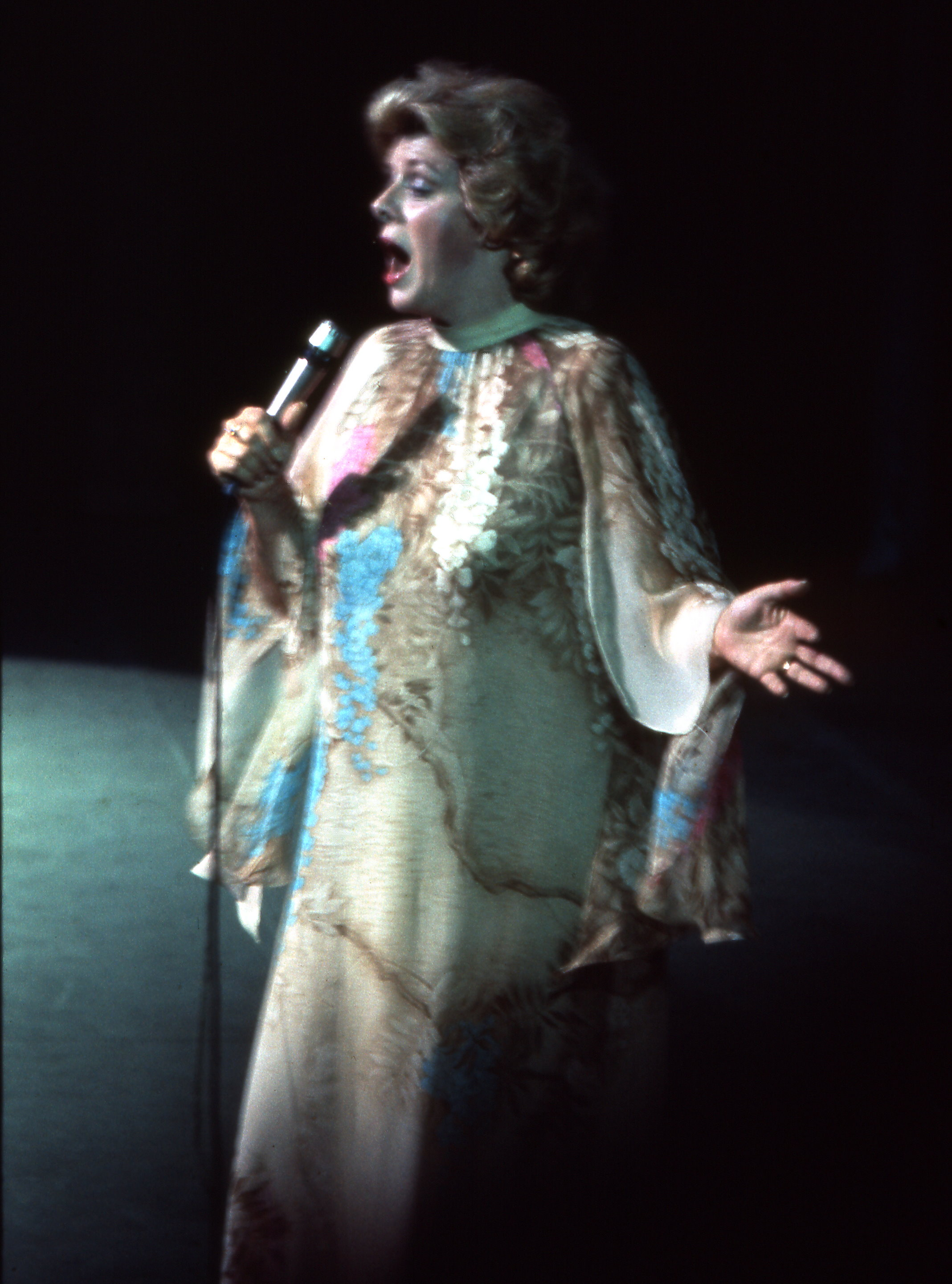
Rosemary Clooney en una presentación de 1977.

Para unos es más recordada por su trayectoria como actriz, pero para otros la memoria de Clooney  trae recuerdos de música ligera, estándares de jazz, swing o baladas. Sus raíces musicales provienen del jazz y tomaron relevancia en los años 50. Su labor como intérprete hacía énfasis en un afinado sentido del swing, con un fraseo cuidadoso y aptitudes dramáticas y considerables de interpretación.
Inició su trayectoria discográfica en 1950 con Columbia y consiguió varios éxitos con ésta discográfica, entre los que se encuentran canciones como "You're Just in Love", "Beautiful Brown Eyes", "Half As Much" y "Hey There", "Come on-A My House" y "If Teardrops Were Pennies". Consiguió 13 éxitos dentro del Top 40 durante esa década, incluyendo duetos con Guy Mitchell y Marlene Dietrich. La revolución del rock y su decisión de dedicarle más tiempo a su familia conllevaron su semirretiro. Regresó a finales de los 70, cantando con renovada fuerza y confianza temas de orientación jazzística para el sello Concord. A lo largo de los ochenta y noventa siguió grabando,sobre todo estándares y recopilatorios.
Rosemary Clooney es tía del actor estadounidense George Clooney, con la que este comenzó a trabajar cuando era joven. Se casó con el también actor José Ferrer, con quien tuvo cinco hijos: Miguel, María, Gabriel, Monsita y Rafael.
Se unió a la campaña presidencial de su amigo íntimo el senador Robert F. Kennedy y escuchó los disparos cuando fue asesinado el 5 de junio de 1968. Un mes después, tuvo un colapso nervioso en un escenario en Reno, Nevada, siendo hospitalizada. Permaneció en tratamiento psicoanalítico durante 8 años siendo dada de alta.
Fumadora durante mucho tiempo, Rosemary Clooney fue diagnosticada con cáncer de pulmón a finales de 2001. En esas fechas, dio su último concierto, en Hawái, respaldado por la orquesta Honolulu Symphony Pops, su última canción fue "God Bless America". A pesar de la cirugía, murió seis meses más tarde, el 29 de junio de 2002, en su casa de Beverly Hills. Su sobrino, el actor George Clooney, era uno de los que portaron el féretro en su funeral, al que asistieron numerosas estrellas, incluyendo al actor Al Pacino. 
Está enterrada en el cementerio de San Patricio, Maysville. 
En 2003, Rosemary Clooney fue incluida en la exposición de Women Kentucky Remembered y su retrato elaborado por Alison Lyne forma parte de la colección permanente en la rotonda del Capitolio del Estado de Kentucky.
En septiembre de 2007 un mural en honor a los momentos de su vida fue pintado en el centro de la ciudad de Maysville. En dicho mural se destaca además de su carrera como cantante, su gran amistad de toda la vida con Blanche Mae Chambers. Este fue pintado por los muralistas Louisiana Robert Dafford, Roe Herb y Chigoy Brett como parte del proyecto Maysville Floodwall Murales. Su hermano Nick Clooney habló durante la inauguración del mural, explicando varias imágenes a los asistentes.

## Discografía
| - 1952: Hollywood's Best con Harry James (Columbia) - 1954: Irving Berlin's White Christmas (Columbia) - 1954: Deep In My heart -Banda Sonora- (MGM Records) - 1954: In Songs From The Paramount Pictures Productions Of Irving Berlin's White Christmas (Columbia) - 1954: Red Garters con Guy Mitchell y Joanne Gilbert (Columbia) - 1955: On Stage - Live At The London Palladium (Columbia) - 1955: While We're Young (Columbia) - 1955: The Voice Of Your Choice (Philips) - 1955: Tenderly (Columbia) - 1955: Children's Favorites (Columbia) - 1956: Blue Rose con Duke Ellington y su Orquesta (Columbia) - 1956: Date With The King con Benny Goodman (Columbia) - 1956: Clooney Tunes (Columbia) - 1957: Ring Around Rosie con The Hi-Lo's (Columbia) - 1958: The Ferrers Sing Selections From The Broadway Musical Comedy "Oh Captain!" con José Ferrer (MGM Records) - 1958: The Ferrers At Home con José Ferrer (MGM Records) - 1958: Fancy Meeting You Here con Bing Crosby (RCA Victor) - 1958: Hits From My Fair Lady (Philips) - 1959: Rosemary Clooney In High Fidelity (Harmony) - 1959: Hollywood Hits con Harry James (Harmony) - 1959: Swing Around Rosie con el Trío de Buddy Cole (Coral Records) - 1959: Hymns From The Heart (MGM Records) - 1960: Clap Hands! Here Comes Rosie! (RCA Victor) - 1960: A Touch Of Tabasco con Pérez Prado (RCA Victor) - 1960: Rosemary Clooney Swings Softly (MGM Records) - 1960: How The West Was Won con Bing Crosby (RCA Victor) - 1961: Rosie Solves The Swingin' Riddle! (RCA Victor) - 1961: Rosemary Clooney Sings for Children (Harmony) - 1963: Love (Reprise) - 1963: Rosemary Clooney Sings Country Hits From The Heart (RCA Victor) - 1964: Thanks For Nothing (Reprise Records) - 1965: That Travelin' Two-Beat con Bing Crosby (Capitol Records) - 1966: The Best Of Rosemary Clooney (CBS) - 1976: Look My Way (United Artists Records) - 1977: Everything's Coming Up Rosie (Concord Jazz) - 1977: Nice To Be Around (United Artists Records) - 1977: A Tribute To Duke (Concord Jazz) - 1978: Here's To My Lady en homenaje a Billie Holiday (Concord Jazz) | - 1978: Rosie Sings Bing en homenaje a Bing Crosby (Concord Jazz) - 1978: Christmas With Rosemary Clooney (Mistletoe Records) - 1980: Rosemary Clooney Sings The Lyrics Of Ira Gershwin (Concord Jazz) - 1980: White Christmas con Bing Crosby (Holiday Records) - 1981: With Love (Concord Jazz) - 1982: Rosemary Clooney Sings The Music Of Cole Porter (Concord Jazz) - 1983: Aurex Jazz Festival '83 con Les Brown y su Orquesta (Eastworld) - 1983: My Buddy con Woody Herman (Concord Jazz) - 1983: Rosemary Clooney Sings The Music Of Harold Arlen (Concord Jazz) - 1984: Sings The Music Of Irving Berlin (Concord Jazz) - 1985: Rosemary Clooney Sings Ballads (Concord Jazz) - 1986: Rosemary Clooney Sings the Music of Jimmy Van Heusen (Concord Records) - 1986: Rosemary Clooney With Les Brown And His Band Of Renown (Dance Band Days) - 1987: Rosemary Clooney Sings The Lyrics Of Johnny Mercer (Concord Jazz) - 1989: Show Tunes (Concord Jazz) - 1990: Rosemary Clooney Sings Rodgers, Hart & Hammerstein (Concord Jazz) - 1991: For The Duration (Concord Jazz) - 1992: Girl Singer (Concord Jazz) - 1993: Do You Miss New York? (Concord Jazz) - 1993: Piano Jazz con Marian McPartland (The Jazz Alliance) - 1994: Still On The Road (Concord Jazz) - 1995: Demi-Centennial (Concord Jazz) - 1996: White Christmas con la Orquesta de Peter Matz (Concord Jazz) - 1996: Dedicated To Nelson dedicado al a Nelson Riddle (Concord Jazz) - 1997: Mothers & Daughters (Concord Jazz) - 1997: Something To Remember Me By (Jasmine Records) - 1998: At long last con la Orquesta de Count Basie (Concord Jazz) - 1998: Silver Bells Of Christmas con Bing Crosby (KRB Music) - 2000: Out Of This World recopilatorio (Snapper Music) - 2000: Brazil con John Pizzarelli (Concord Records) - 2001: Sentimental Journey - The Girl Singer And Her New Big Band (Concord Jazz) - 2001: Sweet Melody (North Star Records) - 2001: A Very Special Christmas with Rosemary Clooney (Park South Records) - 2002: The Last Concert (Concord Records) - 2002: Back To Back recopilatorio con Patti Page (K-tel International Inc.) - 2010: Bing & Rosie – The Crosby-Clooney Radio Sessions recopilatorio (Bing Crosby Enterprises) - 2013: You Are My Lucky Star recopilatorio grabaciones de 1956 y 1957 con la Orquesta de Russ Morgan y de Ray Conniff (SSJ, Inc.) - 2015: Playlist: The Very Best Of Rosemary Clooney recopilatorio (Sbme Special Mkts) |